# عزيزة مكي
عزيزة مكي هي صحفية وناشطة حقوقية سودانية صاحبة فكرة الاتحاد النسائي السوداني  ومن أعضائه المؤسسين.وعملت معلمة بعدد من المدارس الوسطى بأم درمان منها مدرسة المليك ومدرسة الاتحاد، وخلال الفترة من العام 1971 وحتى عام 1974 شغلت وظيفة مستشارة ثقافية بسفارة السودان بالقاهرة وبجانبه عملت كمقدمة لبرنامج ركن السودان بالقاهرة في عام 1952، عينها الاتحاد النسائي مشرفة لمدرسة البنات الوسطى التي أنشأها الاتحاد بحي العرب وعملت موجهة بمكتب تعليم أم درمان حتى عام 1990م، وأشرفت على النشاط الثقافي بالاتحاد النسائي وفروعه.

## النشأة
ولدت بأم درمان عام 1930م، تلقت تعليمها الأولي بكُتاب كلية المعلمات و إنتقلت للمرحلة الوسطى في العام 1943م ثم إلى مدرسة أم درمان الثانوية وتوجهت بعدها لمعهد تدريب المعلمات، وبدأت نشاطها السياسي السري وهي طالبة بالمدرسة.

## نشاطاتها
عضوة نشطة برابطة الفتاة المثقفة في العام 1947 ،شاركت في تكوين رابطة الفتيات المتعلمات في العام 1948م عضوة مؤسسة لجمعية ترقية المرأة عام 1949م، من الرائدات النسويات ومؤسسات الاتحاد النسائي السوداني وكانت ضمن اللجن التمهيدية للإتحاد النسائي، كما أنها صاحبة فكرة تكوين الاتحاد النسائي وإنعقدت الإجتماعات الأولى لتأسيس الاتحاد النسائي بمنزلها ببيت المال بأمدرمان ، وساهم مقالها الذي نُشر بجريدة الصراحة عام 1952م في تهيئة الجو المناسب لقيام الاتحاد النسائي. وذلك إثر فوزها في مسابقة دور المرأة في النهضة الوطنية. عضوة مؤسسة لهيئة نساء السودان الشعبية في العام 1962م ساهمت في تكوين جمعية هيئة نساء السودان أثناء فترة حكم عبود، ساهمت في إعادة تكوين الاتحاد النسائي بعد ثورة كتوبر 1964، وشاركت في اتحاد المعلمين بعد ثورة أكتوبر 1964
وهي عضوة بجمعية هدى هانم شعراوي، عضوة بجمعية الأسرة العربية، وعضوة في رابطة الوحدة العربية، شاركت في أنشطة اتحاد المرأة الفلسطينية، ساهمت في نشاطات المرأة الفلسطينية، عقدت عدة مؤتمرات لفروع اتحاد نساء السودان بالقاهرة وقد أسست أثناء إقامتها بالقاهرة فروعاً للإتحاد النسائي واتحاد نساء السودان بالقاهرة والإسكندرية وعين شمس والجبل الأصفر وعابدين والمنشية وقامت هذه الفروع بالعديد من النشاطات خلال الفترة من 1962 حتى 1984م. وأسست بيوت للطالبات بالقاهرة وعين شمس والدقي.
لها كتابات بالصحف والمجلات السودانية والمصرية، لعبت دور بارز في ثورة أكتوبر1964، عضوة مؤسسة لحزب المؤتمر الديمقراطي الاشتراكي، وعينت في اللجنة التنفيذية للحزب فكانت من أوائل النساء القائدات في حزب سياسي
وحضرت مؤتمر الاتحاد النسائي السوري عام 1974م ومؤتمر نسوي بموسكو بدعوة من السوفيتيات، كما حضرت المؤتمرات النسائية التي إنعقدت بالجامعة العربية خلال الفترة من 1962 إلى 1984.

## وفاتها
توفت يوم الإثنين 2 يناير 2012م ودُفنت بمقابر البكري بأمدرمان.
1. 1 2 3 4 5 6  "السيرة الذاتية للأستاذة / عزيزة مكي عثمان أزرق". meky.arabepro.com. مؤرشف من الأصل في 2019-12-10. اطلع عليه بتاريخ 2019-11-30.
2. ↑  ":: منتدى التوثيق :: الصفحة الرئيسية". www.tawtheegonline.com. مؤرشف من الأصل في 2019-05-16. اطلع عليه بتاريخ 2019-11-30.
3. 1 2 3  "سيرة عزيزة مكي.. امرأة حملت مشاعل التنوير والمعرفة - موسوعة التوثيق الشامل". www.tawtheegonline.com. مؤرشف من الأصل في 2019-12-10. اطلع عليه بتاريخ 2019-11-30.